# Élections européennes de 1999 en Autriche
Les élections européennes se sont déroulées le dimanche 13 juin 1999 en Autriche pour désigner les 21 députés européens au Parlement européen, pour la législature 1999-2004.

## Résultat
| Parti      | Parti                                   | Vote      | Vote  | Vote  | Siège | Siège | Siège |
| Parti      | Parti                                   | Nombre    | %     | Diff. | Nom.  | Diff. |       |
| ---------- | --------------------------------------- | --------- | ----- | ----- | ----- | ----- | ----- |
|            | Parti social-démocrate d'Autriche (SPÖ) | 888 338   | 31,71 | +2,56 | 7     | +1    |       |
|            | Parti populaire autrichien (ÖVP)        | 859 175   | 30,67 | +1,02 | 7     | =     |       |
|            | Parti de la liberté d'Autriche (FPÖ)    | 655 519   | 23,40 | -4,13 | 5     | -1    |       |
|            | Les Verts - L'Alternative verte         | 260 273   | 9,29  | +2,48 | 2     | +1    |       |
|            | Forum libéral (LIF)                     | 74 467    | 2,66  | -1,60 | 0     | -1    |       |
|            | Autres                                  | 63 581    | 2,27  | -0,34 | 0     | =     |       |
| Total      | Total                                   | 2 801 353 | 100   |       | 21    | =     |       |
| Votes nuls | Votes nuls                              | 87 380    |       |       |       |       |       |
| Total      | Total                                   | 2 888 733 |       |       |       |       |       |